# Costoja (Aude)
Costoja (en francès Coustouge) és un municipi francès situat al departament de l'Aude i a la regió d'Occitània.